# Anadendrum marcesovaginatum
Anadendrum marcesovaginatum är en kallaväxtart som beskrevs av Peter Charles Boyce. Anadendrum marcesovaginatum ingår i släktet Anadendrum och familjen kallaväxter. Inga underarter finns listade.